# Shirakamut
Shirakamut (en arménien Շիրակամուտ ) est une communauté rurale du marz de Lorri en Arménie. En 2008, elle compte 2 477 habitants.